# Fluoruro de amonio
El fluoruro de amonio es un compuesto inorgánico de fórmula NH4F. Cristaliza en forma de pequeños prismas incoloros, tiene un fuerte sabor salino y es muy soluble en agua. Como todas las sales de fluoruro, es moderadamente tóxico tanto en sobredosis aguda como crónica.

## Estructura cristalina
El fluoruro de amonio adopta la estructura cristalina wurtzita, en la que tanto los cationes de amonio como los aniones de fluoruro se apilan en capas ABABAB..., cada una de ellas rodeada tetraédricamente por cuatro de las otras. Existen enlaces de hidrógeno N-H---F entre los aniones y los cationes. Esta estructura es muy similar a la del hielo, y el fluoruro de amonio es la única sustancia que puede formar cristales mixtos con el agua.

## Reacciones
Al hacer pasar gas fluoruro de hidrógeno (en exceso) a través de la sal, el fluoruro de amonio absorbe el gas para formar el compuesto de adición bifluoruro de amonio. La reacción que se produce es
   NH4F + HF → NH4HF2
La sal se sublima cuando se calienta, una propiedad común entre las sales de amonio. En la sublimación, la sal se descompone en amoniaco y fluoruro de hidrógeno, y los dos gases pueden recombinarse para dar fluoruro de amonio, es decir, la reacción es reversible:
   [NH4]F ⇌ NH3 + HF

## Usos
Esta sustancia suele denominarse "fluoruro de amonio comercial". A veces se añade la palabra "neutro" a "fluoruro de amonio" para representar la sal neutra [NH4]F frente a la "sal ácida" (NH4HF2). La sal ácida suele utilizarse con preferencia a la sal neutra en el grabado de vidrio y silicatos afines. Esta propiedad la comparten todos los fluoruros solubles. Por esta razón, no puede manipularse en probetas o aparatos de vidrio durante los trabajos de laboratorio.
También se utiliza para conservar la madera, como agente antipolillas, en la estampación y teñido de textiles y como antiséptico en las fábricas de cerveza.